# Iversity
Iversity (стилизиран като "iversity") е базирана в Берлин платформа за онлайн обучение. От октомври 2013 г. се специализира в предоставянето на онлайн курсове и лекции във висшето образование, по-специално MOOCs (Masive Open Online Courses).  Курсовете са безплатни и отворени за всеки, който може да се запише и да участва. Много от тях се провеждат на английски или немски език, но и на други езици. iversity си сътрудничи с отделни преподаватели, както и с различни европейски университети. Някои от курсовете са победители в MOOC Production Fellowship, проведена в началото на 2013 г. iversity.org официално стартира MOOC платформата онлайн през октомври 2013 г. и към февруари 2015 г. вече има потребителска база от 600 000 онлайн обучаеми, записани в 63 курса, предлагани от 41 партньорски университета. iversity е единствената MOOC платформа, предлагаща курсове с ECTS интеграция. Тя има клонове в Бернау бай Берлин и Берлин (Германия).

## История
- Първоначална идея и разработка на бета-версия на платформата през 2008 г. от основателя Йонас Липман.[13]
- Твърди се, че този стартъп е започнал през 2011 г. и е предлагал онлайн инструменти за сътрудничество за управление на обучението с Ханес Кльопер като съосновател и втори управителен директор.[14]
- През 2012 г. университетът решава да стане базирана в Европа MOOC платформа[15]
- Пролет 2013 г. iversity и НПО Stifterverband für die Deutsche Wissenschaft стартират „Стипендията за MOOC Production Fellowship“ като конкурс за концепции за онлайн курсове. Жури избира 10 от най-добрите MOOC концепции от повече от 250 заявки. Победителите получават по 25 000 евро за създаването на своите курсове.[16][17]
- През октомври 2013 г. iversity стартира отново като платформа за онлайн курсове, първоначално с 10 курса и 115 000 регистрирани потребители.[18][19][20]
- През януари 2014 г. учащите онлайн успяват да положат първите платени финални изпити на място, чрез които университетът печели първите си приходи.
- През октомври 2014 г., точно една година след повторното стартиране, общото финансиране на университета достига над 5 милиона евро.[21]
- През август 2016 г. университетът осигурява нова инвестиция от Holtzbrinck Digital[22][14] след подаване на жалба за несъстоятелност през юли 2016 г.[23]

## Курсове
Масовите отворени онлайн курсове (MOOC) използват визуални елементи (видео лекции, анимации, графики), интерактивни елементи (симулации) и писмени материали (научни статии). Всички елементи могат да бъдат прегледани по всяко време. Инструкторите и участниците в курса могат да взаимодействат помежду си в дискусионни форуми. Инструкторите могат да използват тестове, за да получат обратна връзка за напредъка на обучението на участниците в курса. Повечето университетски курсове завършват с окончателна оценка или изпит. Изпитите могат да се полагат на място, онлайн като „ контролиран изпит“ или под формата на окончателен проект, който трябва да бъде предаден на инструктора.
Студентите в iversity.org могат да избират между различни учебни пътеки, което води до различни сертификати. „Декларацията за участие“ е безплатна, а други сертификати идват с различни цени – в зависимост от това кое ниво на сертификация избира студентът. Университетите, които предлагат курс в университета, имат възможност да предложат кредити по Европейската система за трансфер и натрупване на кредити (ECTS). Тази пътека позволява на студентите да получават кредити от своите курсове и да ги прилагат в своето университетско обучение. ECTS кредитите могат да се използват във всяка европейска институция за висше образование. Сертификат, който присъжда ECTS кредити, се издава, след като участникът е преминал изпит на място или онлайн. Записването за курсове е безплатно, разходите се прилагат само при закупуване на сертификати.
За създаването на курсове университетът си сътрудничи с европейски университети и отделни преподаватели. Преподавателите проектират своите MOOCs с техническа подкрепа от университета. iversity си сътрудничи с институции катоː Свободен университет за социални науки „Гуидо Карли“ (LUISS), RWTH Аахенски университет, Бъкингамски университет, Програма на ООН за околната среда (UNEP), Школа за управление „Херти“, Европейски университетски институт, Университет на Тюбинген ,Майнцки университет, Университет „Ройтлинген“

## Бизнес модел
iversity печели приходи чрез продажбата на сертификати, които студентите онлайн получават след завършване на курсове на iversity.org, като по този начин обслужва всички типове студенти, сред които работещи професионалисти, които трябва да документират постиженията си в обучението, както и студенти. Някои курсове в университета могат да бъдат интегрирани в дипломата на студента чрез Европейската система за трансфер и натрупване на кредити (ECTS). 
iversity е събрал повече от 5 милиона долар в рисков капитал. Инвеститорите са T-Venture, BMP media investors, BFB Frühphasenfonds, Masoud Kamali, Westtech Ventures, CRALS, Peter Zühlsdorf и Kontor B45. Консултативният съвет на университета се състои от д-р Йорг Дрегер и проф. Едуар Юсон.